# Adélaïde de Normandie (1026-1090)
Pour l’article homonyme, voir Adélaïde de Normandie.
Adélaïde de Normandie (vers 1026, Calvados – vers 1090), sœur ou demi-sœur de Guillaume le Conquérant, fut comtesse d'Aumale de son plein droit.

## Biographie
Ses parents ne sont pas connus avec certitude. Elle est peut-être la fille de Robert le Magnifique, duc de Normandie et d’une maîtresse inconnue,, ou peut-être la fille du duc Robert et d'Arlette de Falaise, ou encore la fille d'Arlette et d'Herluin de Conteville. Dans une interpolation au récit de Guillaume de Jumièges, Robert de Torigny mentionne qu'Adélaïde est une « sœur utérine » de Guillaume le Conquérant. L'historienne britannique Elisabeth van Houts a depuis démontré que Robert de Torigny utilise aussi cette expression précise pour désigner les enfants issus d'un même père. De plus, Robert de Torigny précise, dans un autre passage, qu'Adélaïde est une fille du duc Robert par une concubine qui n'est pas Arlette.
Elle épouse en premières noces Enguerrand II, comte de Ponthieu et seigneur d'Aumale. Ce dernier aide son beau-frère Guillaume d'Arques, révolté contre le duc de Normandie, et se fait tuer le 25 octobre 1053 lors de combats livrés à Saint-Aubin-sur-Scie. De ce premier mariage naissent deux filles.
Le duc Guillaume la remarie à Lambert de Boulogne, comte de Lens, frère du comte Eustache II de Boulogne. Lambert meurt peu après, tué en 1054 dans un combat livré à Phalempin lors du siège de Lille par l'empereur Henri III contre Baudouin V, comte de Flandre.
Quelques années plus tard, Eudes († apr. 1115-1118), comte de Troyes et de Meaux, tue un baron champenois, et se réfugie à la cour de Normandie. Son oncle Thibaud III de Blois, qui était son suzerain, en profite pour s'emparer de ses comtés champenois. Guillaume lui fait épouser sa demi-sœur Adélaïde. Il octroie à sa sœur la cité d'Aumale avec dix chevaliers. Dans les actes légaux qui nous sont parvenus, Adélaïde est citée pour la première fois en 1082 comme comtesse d'Aumale. Son mari Eudes n'est jamais mentionné portant ce titre, mais simplement « comte » (sans précision) ou « comte de Champagne ». Pour l'historien français Pierre Bauduin, Eudes n'est que le représentant de sa femme, qui est la seule à posséder les droits sur Aumale.

## Mariages et descendances
Adélaïde épouse en premières noces Enguerrand II († 1053), comte de Ponthieu. Ils ont :
- Adélaïde, citée en 1098 ;
- Hélissende, mariée avant 1091 à Hugues II de Campdavaine, comte de Saint-Pol.

En secondes noces, elle épouse Lambert de Boulogne († 1054), comte de Lens, fils d'Eustache Ier de Boulogne. Ils ont une fille :
- Judith, mariée en 1070 à Waltheof, comte d'Huntingdon.

En troisièmes noces, entre 1065 et 1070, elle épouse Eudes III de Champagne († apr. 1115-1118), comte de Troyes et de Meaux. Ils ont un fils :
- Étienne (avant 1070[5]-1127), comte d'Aumale.